# Nước chấm
El Nước chấm és una salsa amb un marcat gust salat molt emprada en la cuina del Vietnam. Se sol fer servir com una salsa de dip o com a condiment d'altres aliments. La seva consistència és aigualida i l'aparença és de tonalitats ataronjades o marronoses. Generalment, s'elabora amb llima/llimona, vinagre, salsa de peix, així com amb alls picats.
La salsa nước chấm se serveix normalment amb diveros tipus de crêpes vietnamites: bánh cuốn, chả giò (també anomenats rotlles imperials), bánh xèo i gỏi cuốn, arròs partit (cơm tấm) així com amb diferents masses d'arròs. En algunes ocasions es posa en un petit plat a part amb pastanaga tallada en juliana flotant a la seva superfície.